# Nikolaos Michaloliakos
Nikolaos Michaloliakos (* 16. prosince 1957, Atény, Řecko) je řecký politik, vůdce krajně pravicové strany Zlatý úsvit.
V září 2013 ho řecká policie zatkla a obvinila ho ze zformování zločinecké organizace. V červnu 2015 byl propuštěn.